# Петрушино (Щучанський район)
Петру́шино (рос. Петрушино) — село у складі Щучанського району Курганської області, Росія. Входить до складу Півкинської сільської ради.
Населення — 187 осіб (2010, 211 у 2002).
Національний склад станом на 2002 рік: росіяни — 86 % решта татари